# Comuna Teleaj, Sokal
Teleaj (în ucraineană Теляж) este o comună în raionul Sokal, regiunea Liov, Ucraina, formată din satele Teleaj (reședința), Trudoliubivka și Ulvivok.

## Demografie
Componența lingvistică a comunei Teleaj
     Ucraineană (99,74%)
     Alte limbi (0,26%)
Conform recensământului din 2001, majoritatea populației comunei Teleaj era vorbitoare de ucraineană (99,74%), existând în minoritate și vorbitori de alte limbi.